# كيسوكي إيشي
كيسوكي إيشي (باليابانية: 石井慧介؛ بالكانا: いしい けいすけ) هو مصارع محترف ياباني، ولد في 6 فبراير 1985 في إروما في اليابان.

## روابط خارجية
- كيسوكي إيشي على موقع CageMatch worker (الإنجليزية)
- كيسوكي إيشي على موقع قاعدة بيانات المصارعة على الإنترنت (الإنجليزية)